# Amerigo Vespucci
Amerigo Vespucci, född 9 mars 1454 i Florens, död 22 februari 1512 i Sevilla, Spanien, var en italiensk sjöfarare och upptäcktsresande, som främst är känd för att världsdelen Amerika namngivits efter honom. Han fick sin lärda utbildning under ledning av farbrodern Giorgio Antonio Vespucci, som tillhörde dominikanorden och var Savonarolas förtrogne. Hans studiekamrat var Piero Soderini, sedermera gonfalonjär i Republiken Florens, till vilken han ställde det betydelsefullaste av sina brev, där han skildrade de fyra resorna till Amerika.

## Tidiga resor
Amerigo Vespucci riktade tidigt in sig på kosmografi och resor. 1478–1480 deltog han i en ambassad till Frankrike, som leddes av hans släkting Guido Antonio Vespucci. Tidigt trädde han sedan i tjänst hos handelshuset Medici i Florens, flyttade som dess ombud i november 1491 till Spanien och vistades i Sevilla vid tidpunkten för Amerikas upptäckt. Då kung Ferdinand V i april 1495 efter Christofer Columbus andra resa återkallade det monopol på resor mot väster som Columbus erhållit, rustade flera företagsamma män (de så kallade mindre upptäckarna) ut enskilda expeditioner till de nya länderna. Vespucci har troligen tillhört dessa; åtminstone skildrar han själv två resor, som han i Spaniens tjänst företagit från maj 1497 till oktober 1498 och maj 1499 till september 1500.

## Inbjudan av kungen av Portugal
På inbjudan av kung Manuel I av Portugal flyttade Vespucci därefter över till detta land och utförde i dess tjänst ytterligare två resor till sydamerikanska fastlandets kuster från maj 1501 till september 1502 och från maj 1503 till juni 1504. Den sista resan var misslyckad, och det tycks ha varit på grund av detta misslyckande som Vespucci bestämde sig att återinträda i Spaniens tjänst. De förberedelser han där gjorde till fullföljande av sina upptäckarplaner ledde emellertid inte till något resultat. Berättelserna om senare sjöfärder som Vespucci skulle ha genomfört, bland annat till Ostindien, torde samtliga vara apokryfiska. Vespucci utnämndes 1508 till piloto mayor ("storlots") för expeditionerna till Indien, ett ämbete som synes ha blivit inrättat för hans räkning och som efter hans död 1512 bekläddes av brorsonen Giovanni Vespucci.

## Vespuccis egna berättelser
Originalberättelsen om sina resor nedtecknade Vespucci i två brev, av vilka det ena (skildrande den tredje resan 1501–1502) adresserats till Lorenzo de Pier Francesco de' Medici. Det andra saknar adressat, men måste ha varit ställt till Piero Soderini, gonfaloniere i Florens. Detta senare skildrar alla de fyra resor Vespucci då genomfört och är det viktigaste dokument för bedömande av Vespuccis livsverk och personlighet. En latinsk översättning av detsamma publicerades senare av den tyske humanisten Martin Waldseemüller, i det att berättelsen om Vespuccis fyra resor ("Quatuor navigationes") ingick i dennes Kosmografi, som trycktes 1507. Det var i det arbetet, som Waldseemüller framkastade förslaget att uppkalla det nyupptäckta fastlandet i väster (Sydamerika) efter Amerigo, "emedan det upptäckts av Americus".

## Första och fjärde resan
Största osäkerheten råder angående Vespuccis första och fjärde resa. Vespucci påstår sig ha deltagit i en expedition till de nya farvattnen 1497–1498. Så vitt man vet ledde Vespucci ingen självständig expedition, men vilken av de "små upptäckarna" han under denna färd skulle ha åtföljt är omöjligt att avgöra. Angivelserna är även både vad beträffar namn och läge mycket svårbestämbara, vilket gjort att man på grund av tveksamheten velat förklara hela resan uppdiktad. Den enklaste tolkningen skulle ge vid handen, att Vespucci besökt hela Mexikanska vikens kust från Yucatan till Florida, varigenom Kubas karaktär av ö ådagalagts, vilket också framträder på Juan de la Cosas karta från 1500. Är denna tolkning riktig, blir Vespucci den förste upptäckaren av Amerikas fastland, en vecka före John Cabot.

## Maracaiboviken och Falklandsöarna
Ingen av de övriga tre expeditionerna har ifrågasatts. Den andra företogs under Alonso de Ojeda och förde längs Sydamerikas nordkust till Maracaiboviken. Den tredje är den mest betydelsefulla och förde utmed Brasiliens kust, denna gång mot söder. Hur långt är omöjligt att noggrant bestämma, men det tycks vara sannolikt att Vespucci nått så långt som till La Plata-mynningen och därifrån drivits till ett ändå sydligare beläget land, vilket svårligen kan identifieras med annat än Falklandsöarna.

## Sökandet efter sjövägen till Indien
Det var ett bestämt mål som Vespucci under denna resa hade i sikte, nämligen att finna en väg runt det nya fastlandet till Moluckerna (Kryddöarna). Den planen ville han fullfölja under nästa färd, 1503–1504, men hans förväntningar kom att bli fullkomligt svikna.
Omdömet om Vespuccis personlighet har skiftat under århundradenas gång. Efter att först ha fått äran att ge sitt namn åt Nya världen blev Vespucci senare angripen för att orättvist ha skymt Columbus förtjänster. Det gällde särskilt upptäckten av Sydamerikas nordkust och Pariasviken. En mer rättvis bedömning fick Vespucci av Alexander von Humboldt, men den som mest energiskt och framgångsrikt kämpade för Vespuccis återupprättelse var den brasilianske historikern Francisco Adolfo de Varnhagen. I början av 1900-talet ägnade också fransmannen Henry Vignaud Vespuccis resor ett ingående studium.